# زغال فعال (دارو)
زغال فعال که با عنوان کربن فعال نیز شناخته می‌شود، دارویی است که برای درمان مسمومیت‌های ایجادشده از طریق دهان و دستگاه گوارش، استفاده می‌شود. این دارو برای تأثیرگذاری مناسب، باید در مدت زمان کوتاهی پس از وقوع مسمومیت، (معمولاً تا یک ساعت) استفاده شود. زغال فعال، برای مسمومیت‌ها با سیانید، عوامل خورنده، آهن، لیتیم، الکل‌ها یا مالاتیون کارایی ندارد. این دارو ممکن است از طریق دهان یا توسط لوله‌گذاری بینی-معده‌ای مصرف شود. استفاده در دستگاه‌های هموپرفیوژن، یکی از کاربردهای درمانی دیگر زغال فعال است.
اثرات جانبی رایج این دارو، شامل استفراغ، مدفوع سیاه، اسهال و یبوست است. عارضهٔ جانبی جدی‌تر، پولمونیت است که می‌تواند در صورت آسپیراسیون ریوی ایجاد شود. انسداد گوارشی همچون انسداد روده، از اثرات جانبی غیرمعمول‌تر مصرف زغال فعال بوده اما موردی جدی است. استفاده از زغال فعال در بارداری و دورهٔ شیردهی عموماً بی‌خطر است. زغال فعال با مکانیسم جذب سطحی سموم، عمل می‌کند.
در حالی‌که زغال چوب از زمان‌های قدیم برای درمان مسمومیت‌ها استفاده می‌شده‌است، زغال فعال از دهه ۱۹۰۰ استفاده شده‌است. این دارو در فهرست داروهای ضروری سازمان جهانی بهداشت قرار دارد.

## کاربردهای درمانی

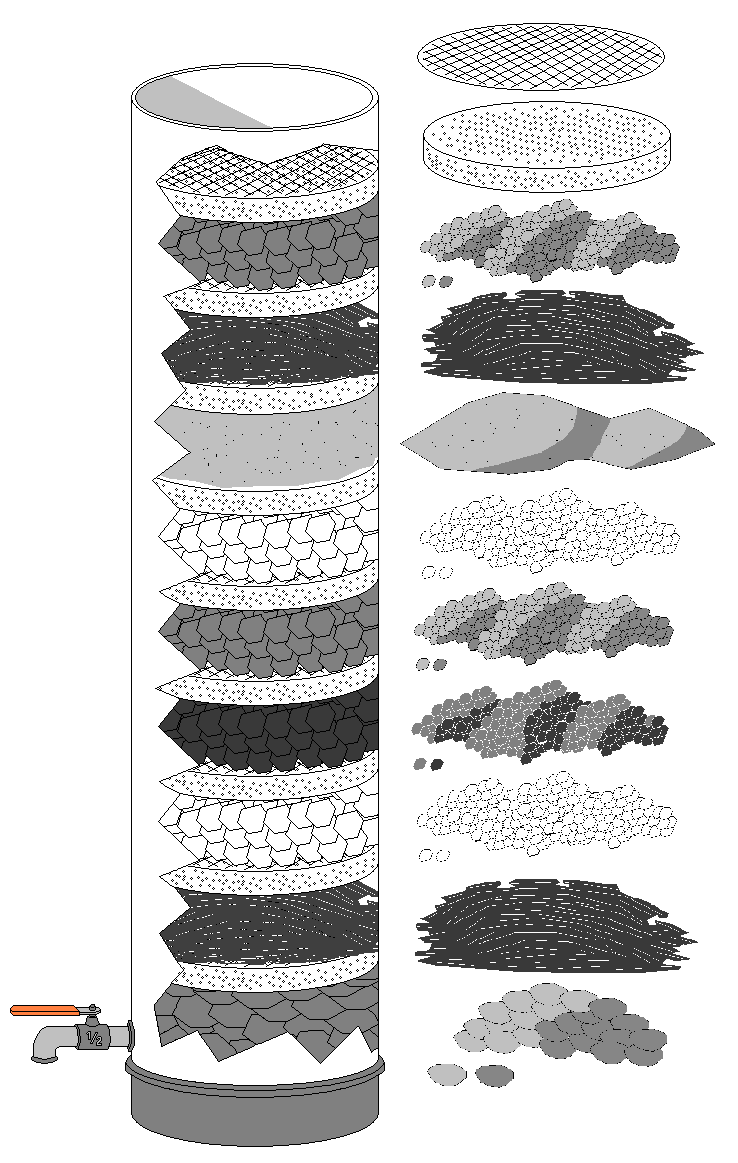
The system of water filtration using PVC pipe. The ingredients inside the pipe are consist of pebble, palm fiber, alum, activated carbon, gravel, chlorine, smooth sand, palm fiber, and gravel (from bottom to top). Each ingredient is separated with sponge filtration and gauze to keep it at fixed place

### جذب سموم
زغال فعال برای درمان بسیاری از انواع مسمومیت‌های خوراکی مانند مسمومیت با فنوباربیتال و کاربامازپین استفاده می‌شود. برای تعدادی از مسمومیت‌ها از جمله: مسمومیت با اسیدها یا بازهای قوی، آهن، لیتیم، آرسنیک، متانول، اتانول یا اتیلن گلیکول مؤثر نیست.
اگرچه زغال فعال متداول‌ترین عامل مورد استفاده برای پاک‌سازی دستگاه گوارش در بیماران مسموم است، متخصصان پزشکی در تعیین این‌که آیا استفاده از آن اندیکاسیون دارد یا خیر، احتیاط می‌کنند. در مطالعهٔ مسمومیت‌های حاد ناشی از آفت‌کش‌های کشاورزی و دانه‌های خرزهره زرد، تجویز کربن فعال بر میزان بقا تأثیری نداشت.
در موارد مشکوک به مسمومیت، پرسنل پزشکی، کربن فعال را در محل یا در بخش اورژانس بیمارستان، تجویز می‌کنند. در شرایط نادر، ممکن است در سیستم هموپرفیوژن برای حذف سموم از جریان خون بیماران مسموم نیز استفاده شود. کربن فعال به درمان انتخابی برای بسیاری از مسمومیت‌ها تبدیل شده‌است و روش‌های دیگر پاکسازی دستگاه گوارش مانند استفراغ ناشی از ایپکاک یا شست‌وشوی معده اکنون به‌ندرت مورد استفاده قرار می‌گیرند.

### مشکلات مربوط به دستگاه گوارش
بیسکویت‌های زغالی از اوایل قرن نوزدهم در بریتانیا فروخته می‌شدند و در اصل، برای درمان نفخ و ناراحتی معده بودند.
قرص‌ها یا کپسول‌های زغال فعال در بسیاری از کشورها به‌عنوان داروی بدون نسخه برای درمان اسهال، سوءهاضمه و نفخ استفاده می‌شود. شواهدی مبنی بر اثربخشی آن در پیشگیری از اسهال در بیماران سرطانی که ایرینوتکان دریافت کرده‌اند وجود دارد. زغال فعال، می‌تواند در جذب برخی داروها اختلال ایجاد کند و منجر به قرائت نامطمئن در تست‌های پزشکی مانند تست کارت گایاک شود. کربن فعال همچنین برای آماده‌سازی روده با کاهش محتوای گاز در روده پیش از رادیوگرافی شکم برای مشاهده سنگ‌های صفرا، پانکراس و کلیه استفاده می‌شود. نوعی بیسکویت زغالی نیز به‌عنوان محصولی برای مراقبت از حیوانات خانگی در برابر مصرف ناخواستهٔ داروها یا سموم، به بازار عرضه شده‌است.

### سایر کاربردها
ادعاهایی مبنی بر این‌که زغال فعال کارهایی مانند سفید کردن دندان‌ها، رفع خماری ناشی از مصرف الکل و جلوگیری از نفخ را انجام می‌دهد، بر پایهٔ شواهد پزشکی، تأیید نشده‌است. ادعاهای در رابطه با پاکسازی عمومی بدن از آلودگی‌ها با مصرف مداوم زغال فعال نیز فاقد شواهد علمی است و از موضوعات شبه‌علمی محسوب می‌شود.

## اثرات جانبی
استفادهٔ نادرست (مثلاً در ریه‌ها) منجر به آسپیراسیون ریوی می‌شود که گاهی در صورت عدم شروع درمان فوری، می‌تواند کشنده باشد. استفاده از کربن فعال زمانی که مادهٔ بلعیده‌شده اسید، باز یا فرآورده نفتی باشد منع مصرف دارد.

## انواع کربن فعال[۱۹]
زغال فعال و یا همان کربن اکتیو، انواع مختلف با مصارف کاملا گوناگونی دارد، بیش از 100 نوع کربن فعال برای تمامی نیازها و کاربردهای شما موجود است. اما کربن فعال از لحاظ دسته بندی به 3 نوع تقسیم می‌گردد که در ادامه باهم بررسی می‌کنیم:
- کربن فعال میله ای
- کربن فعال گرانولی
- کربن فعال پودری

## مکانیسم عمل
- اتصال به سم برای جلوگیری از جذب، توسط معده و روده. اتصال برگشت‌پذیر با استفاده از کاتارتیک‌ها مانند سوربیتول، ممکن است اضافه شود.[۲۰]
- زغال فعال، ورود و گردش کبدی و روده‌ای برخی داروها، سموم و متابولیت‌های آن‌ها را مختل می‌کند.[۲۱]